# Gelone (Siracusa)

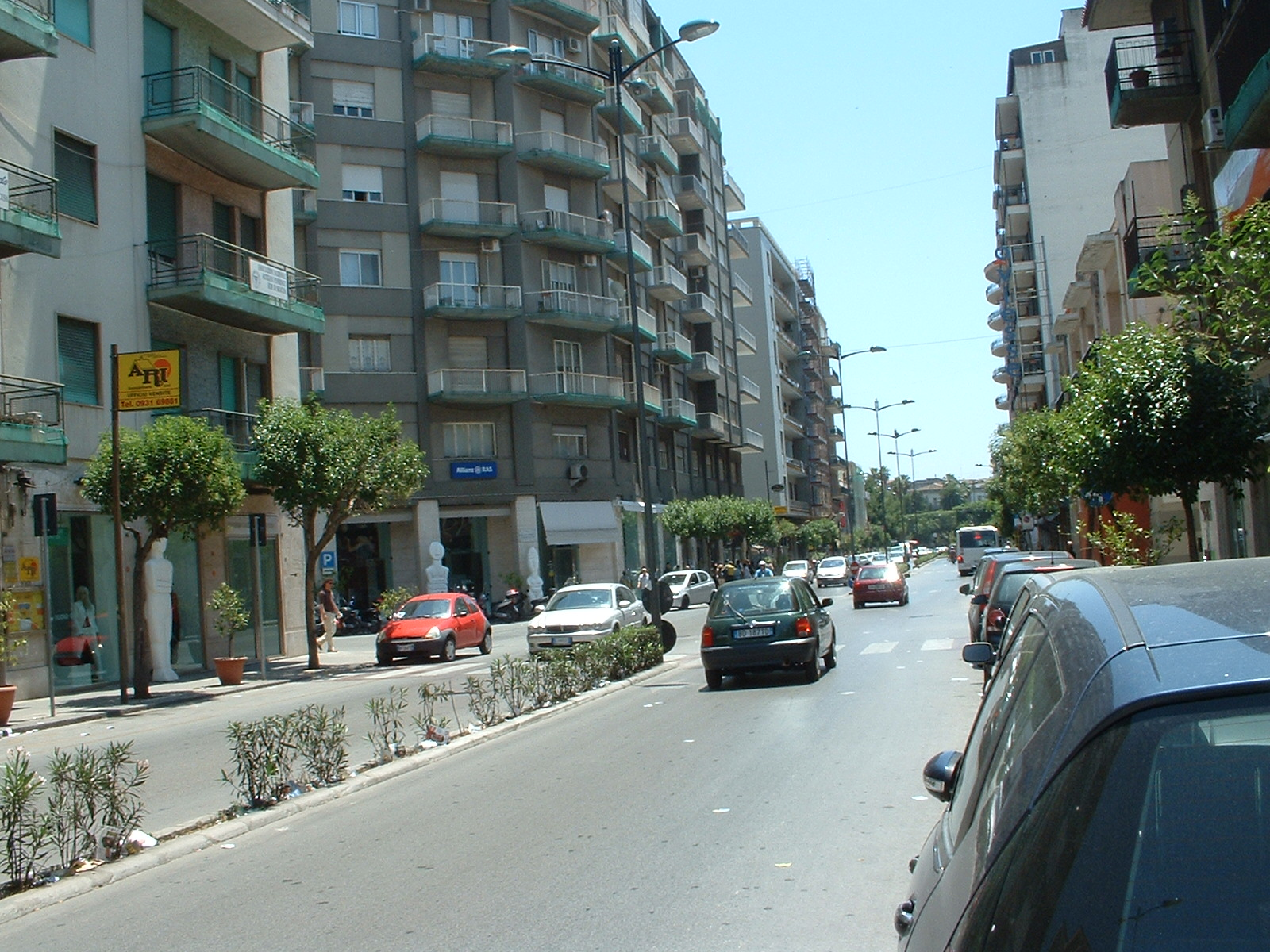
Corso Gelone

Il quartiere Gelone è considerato il centro della parte moderna della città di Siracusa, sito nell'area della Neapolis. Il nome deriva dall'omonimo e lungo corso intitolato ad uno dei più forti e spietati governatori di Siracusa e si estende in asse sud-nord. 
Oltre a rappresentare il cuore urbanistico (è il principale crocevia fra centro e periferia) della città, ne ha rappresentato anche il cuore economico in quanto lungo il corso erano presenti molte attività commerciali, oggi notevolmente ridotte, mantenendosi comunque come un importante punto di riferimento per i siracusani i quali vi si recano abitualmente in particolare per la presenza di diversi uffici pubblici. Alle spalle del corso Gelone si trovano, l'una accanto all'altra, due importanti e ampie piazze che fino agli anni novanta sono state il principale centro di aggregazione giovanile cittadino: piazza Falcone e Borsellino (già piazza della Repubblica) e piazza Aldo Moro (già piazza Adda).  
La zona è inoltre situata a pochi metri dalla zona archeologica ed è servita dall'ospedale Umberto I.